# Marc Basseng
Marc Basseng, född 12 december 1978 i Engelskirchen, är en tysk racerförare.